# Austrasiatica
Austrasiatica is een geslacht van weekdieren uit de klasse van de Gastropoda (slakken).

## Soorten
- Austrasiatica alexhuberti (Lorenz & F. Huber, 2000)
- Austrasiatica deforgesi (Lorenz, 2002)
- Austrasiatica hirasei (Roberts, 1913)
- Austrasiatica langfordi (Kuroda, 1938)
- Austrasiatica sakuraii (Habe, 1970)